# Selección femenina de fútbol sala de Paraguay
La Selección Paraguaya Femenina de Futsal FIFA es el equipo que representa al Paraguay en las competiciones oficiales de fútbol sala femenino organizadas por la FIFA.

Los logros más importantes de la selección fueron un tercer puesto en la Copa América de Futsal Femenina en su edición 2011 realizado en Venezuela, y medalla de oro en los Juegos Sudamericanos en Asunción 2022.

## Participaciones

### Copa América Femenina de Futsal
| Año   | Ronda         | J            | G            | E            | P            | GF           | GC           |
| ----- | ------------- | ------------ | ------------ | ------------ | ------------ | ------------ | ------------ |
| 2005  | Sexto lugar   | 2            | 0            | 1            | 1            | 4            | 10           |
| 2007  | No participó  | No participó | No participó | No participó | No participó | No participó | No participó |
| 2009  | No participó  | No participó | No participó | No participó | No participó | No participó | No participó |
| 2011  | Tercer lugar  | 5            | 3            | 0            | 2            | 7            | 30           |
| 2015  | Quinto lugar  | 6            | 3            | 1            | 2            | 24           | 21           |
| 2017  | Séptimo lugar | 5            | 2            | 1            | 2            | 16           | 16           |
| 2019  | Cuarto lugar  | 6            | 3            | 1            | 2            | 14           | 5            |
| 2023  | Quinto lugar  | 5            | 3            | 0            | 2            | 20           | 19           |
| Total | 6/8           | 29           | 14           | 4            | 11           | 85           | 101          |

## Jugadoras
Actualizado con la convocatoria para la Copa America en el año 2023.

### Selección actual
| Jugadoras | Jugadoras            | Jugadoras | Jugadoras | Jugadoras      |
| N.º       | Nombre               | Posición  | Edad      | Club           |
| --------- | -------------------- | --------- | --------- | -------------- |
| 1         | Natasha Martinez     | Arquera   | 24 años   | Cerro Porteño  |
| 2         | Verónica Vallejos    | Ala       | 28 años   | San Lorenzo    |
| 3         | Cinthia Arevalo      | Ala       | 23 años   | Sport Colonial |
| 4         | Leila Steilmann      | Pivot     | 32 años   | Olimpia        |
| 5         | Jamila Acosta        | Cierre    | 25 años   | All Boys       |
| 6         | Perla Bareiro        | Ala       | 21 años   | Sport Colonial |
| 7         | Claudia Romero       | Ala       | 27 años   | Taboão Magnus  |
| 8         | Lorena Britez        | Ala       | 26 años   | Taboão Magnus  |
| 9         | Karina Sosa          | Cierre    | 32 años   | Sport Colonial |
| 10        | Paola Britez         | Ala       | 26 años   | Taboão Magnus  |
| 11        | Sol Escobar          | Cierre    | 26 años   | Sport Colonial |
| 12        | Jessica Franco       | Arquera   | 24 años   | Sport Colonial |
| 13        | Valentina Del Puerto | Ala       | 17 años   | Sport Colonial |
| 14        | Sara Silva           | Arquera   | 21 años   | Sport Colonial |